# Космічний хрестовий похід
«Космічний хрестовий похід» — фантастичний фільм 1994 року за однойменним романом Пола Андерсона.

## Сюжет
У 1345 році в англійському місті Енсбі сер Роджер перериває своє весілля з леді Кетрін, коли приходить звістка, що королю Едуарду III потрібна допомога у Столітній війні проти Франції. Вночі за містом приземляється космічний корабель інопланетних завойовників, імперії Версгорікс. Попри свою технологічну перевагу, версгорікси не вміють битися в ближньому бою, тому озброєні мечами англійці легко їх перемагають, сприйнявши корабель за витівку французів. Вони вбивають усіх, крім Бранітара, якого допитує монах Парвус. Прибулець марно намагається переконати монаха у геліоцентризмі.
Сер Роджер вирішує скористатися кораблем, аби перемогти французів і сарацинів, і визволити Єрусалим. За його наказом жителі міста з усім своїм майном сідають на корабель (який вони називають «Хрестоносцем») і готуються до польоту. Та оскільки сер Роджер не вміє керувати кораблем, то примішує пілотувати Бранітара. Інопланетянин ігнорує вказівки і спрямовує «Хрестоносця» до колонії версгоріксів на планеті Таріксан.
На планеті є фортеця, земляни без зусиль вбивають охорону та захоплюють її. Рука сера Роджера застрягає під дверима і він наказує серу Джону відрубати її — потім виявляється, що то була лише рукавиця. Версгорікси тим часом захоплюють корабель, ставлять його на якір і замикаються всередині. Англійці намагаються пробитися всередину, проте зазнають невдачі. Сер Роджер придумує отруїти те, що вважає колодязем інопланетян, але в результаті ламає реактор. Керівник фортеці Хуруга погоджується на перемовини.
Люди та версгорікси домовляються про перемир'я. Парвус, щоб залякати інопланетян, вигадує, що в сера Роджера є маєток, який займає «лише три планети», та інші досягнення, включаючи завоювання Константинополя. Коли Парвус розповідає про Бога, інопланетяни роблять висновок, що Бог — це потужний комп'ютер, який і є секретом непереможності людей. Сер Роджер вимагає, щоб уся держава версгоріксів підкорилася королю Англії. Версгорікси вирішують створити клона сера Роджера, щоб підмінити справжнього і вивідати людські таємниці.
Сер Лак тим часом залицяється до леді Кетрін, яка згодом зустрічає клона сера Роджера. Він подобається їй більше за оригінала, проте товариші розуміють, що це самозванець, коли клон пропонує здатися. Сер Роджер перемагає клона, а решта за підказкою Бранітара знімають «Хрестоносця» з якоря. Сер Лак бреше Кетрін, нібито сер Роджер загинув, але вона повертається за чоловіком.
Коли «Хрестоносець» відлітає, Хуруга повідомляє по відео, що лишив на кораблі атомну бомбу. Проте виявляється, що Кетрін лишила її у фортеці, яка вибухає. Парвус лишається впевнений, що це Боже диво. Земляни з Бранітаром летять додому.